# Rectosigmoïdoscopie
 (novembre 2009).
Si vous disposez d'ouvrages ou d'articles de référence ou si vous connaissez des sites web de qualité traitant du thème abordé ici, merci de compléter l'article en donnant les références utiles à sa vérifiabilité et en les liant à la section « Notes et références ».

Rectosigmoïdoscopie

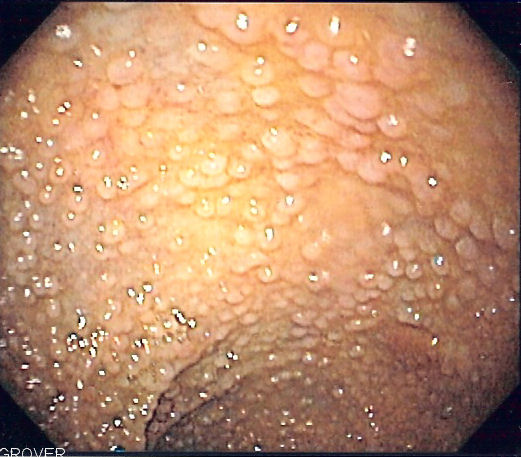
Image de polypose adénomateuse familiale au cours d'une rectosigmoïdoscopie.

La rectosigmoïdoscopie est un examen visuel des parois du rectum, du côlon sigmoïde et du côlon gauche.
Cet examen est maintenant supplanté par la coloscopie totale. Surtout pour les examens diagnostiques, moins pour le dépistage des tumeurs rectocoliques.